# 허가윤
허가윤(許嘉允, 1990년 5월 18일 ~ )은 대한민국의 전 가수, 배우이다. 과거 걸 그룹 포미닛의 메인보컬을 맡았었다.

## 학력
- 서울신남성초등학교 (졸업)
- 사당중학교 (졸업)
- 동덕여자고등학교 (졸업)
- 동국대학교 연극학부 (학사)

## 가수 활동

### 음반
- 2012년 《내사랑 내곁에》 (With 정일훈)

### 참여 앨범
- 2015년 SBS 용팔이 OST 《악몽》 (with. 용준형)
- 2012년 SBS 가요대전 The Color Of K-pop - Mystic White 《인어공주》
- 2012년 KBS 1TV 희망로드대장정 OST 《Be Alright》 (With 양요섭, G.NA, 이창섭)
- 2011년 KBS 2TV 포세이돈 OST 《꿈이라고 생각해》
- 2011년 SBS 내게 거짓말을 해봐 OST 《뻔뻔한 거짓말》
- 2011년 MBC 마이 프린세스 OST 《바람 불어라》
- 2010년 써니사이드 《나쁜남자 착한여자》 (피처링)
- 2010년 MBC 아직도 결혼하고 싶은 여자 OST 《One Two Three》 (With 한예지)

## 출연 작품

### 드라마
- 2011년 MBC 《나도, 꽃!》 - 고3 수험생 역 (1회 카메오 출연)
- 2012년 MBC 《빛과 그림자》 - 유현경 역
- 2013년 KBS 2TV 《KBS 드라마 스페셜 - 내 친구는 아직 살아있다》 - 치현 누나 역 (특별출연)
- 2015년 tvN 《식샤를 합시다 2》 - 홍민아 역 (특별출연)
- 2016년 KBS 《앨리스와 그녀의 팀》 - 알리사 (목소리)
- 2023년 지니 TV, ENA 《오! 영심이》 - 여울 역

### 영화
- 《아빠는 딸》 (2017년) - 안경미 역
- 《배반의 장미》 (2018년) - 배반의장미 역
- 《마약왕》 (2018년) - 종순이 역
- 《서치 아웃》 (2020년) - 누리 역
- 《싱어송》 (2022년) - 선혜 역

### 뮤직 비디오
- 2008년 마리오 - 난 니꺼
- 2013년 신지훈 - Right There

## 수상
- 2005년 제9회 SM 청소년 베스트 선발대회 노래짱 2위[2]
- 2013년 2013 설특집 아이돌스타 육상 양궁 선수권대회 양궁 여자 단체 은메달